# Gjáin

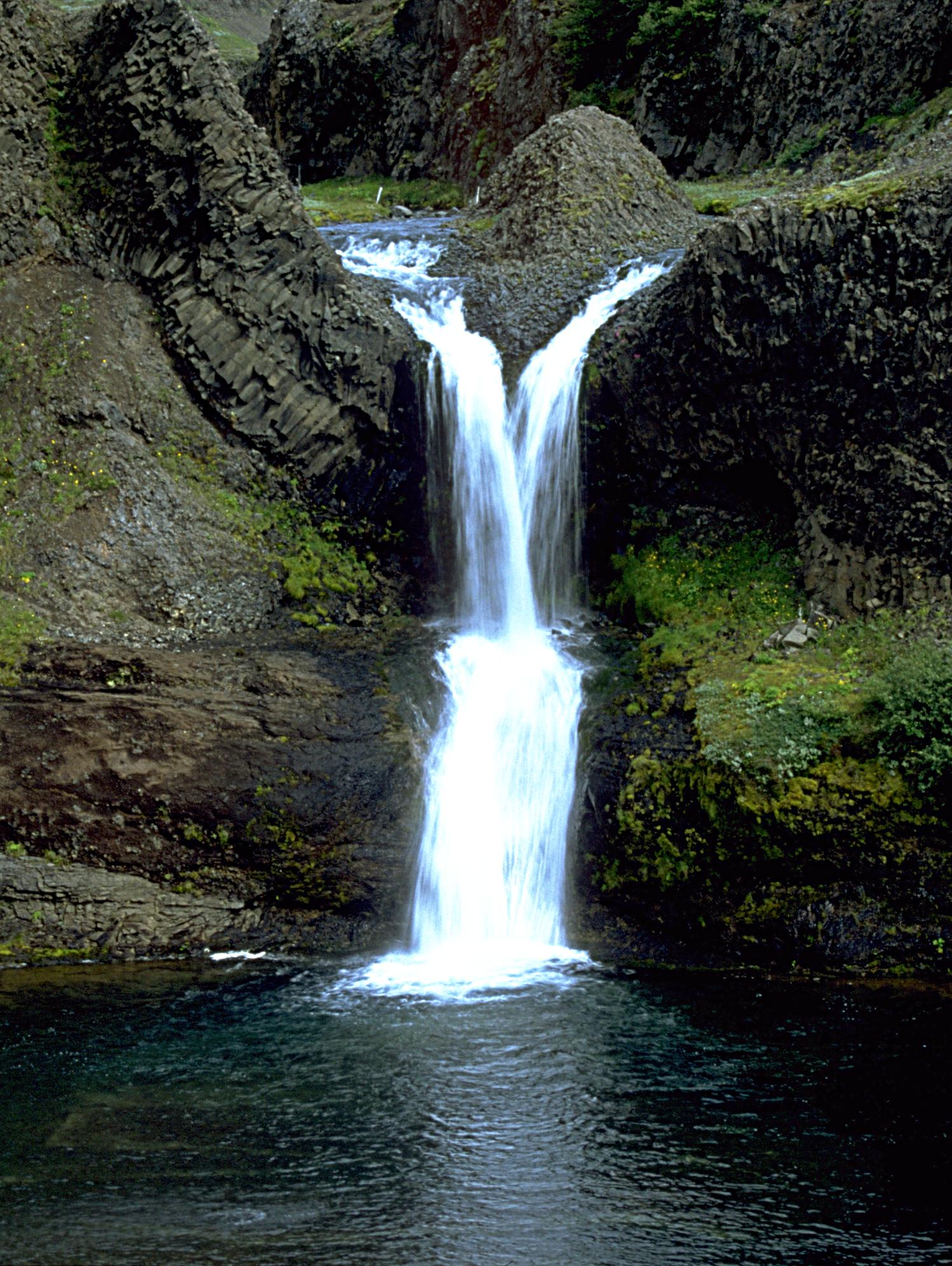
Wodospad Gjárfoss

Malownicza dolina Gjáin (isl. Jar) wraz z jej licznymi wodospadami położona jest na południu Islandii.
Można się do niej dostać po około półgodzinnej wędrówce od leżącego w pobliżu dworku Stöng. Na końcu jaru znajduje się wodospad Gjárfoss
Wyraźnie rzuca się w oczy wulkaniczne pochodzenie okolicy. Widać bazaltowe słupy oraz ślady eksplozji po spotkaniu ognia i wody, wynikiem której są formacje skalne przypominające zniszczony zamek.
Drodze ze Stöng do Gjáin towarzyszy prawie nieprzerwanie widok na wulkan Hekla.
Chętni na dłuższą wędrówkę (5-6 godzin) mogą wybrać się do Háifoss - drugiego co do wysokości wodospadu Islandii.